# Ana-Smaranda Rinder
Ana-Smaranda Rinder (n.  ?) este un deputat român, ales în 2024 din partea PSD. 